# Speed (гурт)
Speed (кор. 스피드; укр. Швидкість) — південнокорейський ідол-гурт, створений компанією Core Contents Media. До складу гурту входять: Чонву (також відомий як «Юсон»), Тевун, Сонмін, а також нові учасники: Чонгук у 2011 році, Седжун, Юхван та Теха у 2012 році. У 2014 році Тевун офіційно покинув гурт, щоб розпочати сольну реп-кар'єру, та додав до нього учасника Кі-О.